# Guamaguamlap
Guamaguamlap är en ö i Marshallöarna.   Den ligger i kommunen Ebon, i den södra delen av Marshallöarna, 400 km sydväst om huvudstaden Majuro.